# ملعب أديس أبابا الوطني
ملعب أديس أبابا الوطني هو ملعب متعدد الإستخدامات يقع في شرق أديس أبابا،الملعب سيستضيف مباريات منتخب إثيوبيا لكرة القدم ويتسع ل35 ألف متفرج.